# Artem Sitak
Artem Sitak (Orenburg, URSS, 8 de febrer de 1986) és un tennista professional neozelandès d'origen rus.
Es va centrar en les proves de dobles, especialitat en la qual ha guanyat cinc títols i va arribar al 32è lloc del rànquing.

## Biografia
Fill de Yuri i Elena Sitak, té un germà més gran, Dmitri, que també fou tennista.
Es va casar amb Anya Safronova el 9 de febrer de 2008.

## Palmarès

### Dobles: 13 (5−8)
| Llegenda                          |
| --------------------------------- |
| Grand Slams (0−0)                 |
| ATP Finals (0−0)                  |
| ATP World Tour Masters 1000 (0−0) |
| ATP World Tour 500 (0−1)          |
| ATP World Tour 250 (5−7)          |

| Títols per superfície |
| --------------------- |
| Dura (1−5)            |
| Gespa (3−0)           |
| Terra batuda (1−3)    |

| Resultat  | Núm. | Data                   | Torneig                 | Superfície       | Parella           | Oponents                                  | Marcador            |
| --------- | ---- | ---------------------- | ----------------------- | ---------------- | ----------------- | ----------------------------------------- | ------------------- |
| Guanyador | 1.   | 13 de juliol de 2014   | Stuttgart, Alemanya     | Terra batuda     | Mateusz Kowalczyk | Guillermo García López Philipp Oswald     | 2−6, 6−1, [10−7]    |
| Guanyador | 2.   | 8 de febrer de 2015    | Montpeller, França      | Dura (i)         | Marcus Daniell    | Dominic Inglot Florin Mergea              | 3−6, 6−4, [16−14]   |
| Finalista | 1.   | 15 de febrer de 2015   | Memphis, Estats Units   | Dura (i)         | Donald Young      | Mariusz Fyrstenberg Santiago González     | 7−5, 6−7(1), [8−10] |
| Finalista | 2.   | 26 d'abril de 2015     | Bucarest, Romania       | Terra batuda     | Nicholas Monroe   | Marius Copil Adrian Ungur                 | 6−3, 5−7, [15−17]   |
| Guanyador | 3.   | 13 de juny de 2016     | Stuttgart (2)           | Gespa            | Marcus Daniell    | Oliver Marach Fabrice Martin              | 6−7(4), 6−4, [10−8] |
| Finalista | 3.   | 30 de juliol de 2017   | Atlanta, Estats Units   | Dura             | Wesley Koolhof    | Bob Bryan Mike Bryan                      | 3−6, 4−6            |
| Finalista | 4.   | 24 de setembre de 2017 | Metz, França            | Dura (i)         | Wesley Koolhof    | Julien Benneteau Édouard Roger-Vasselin   | 5−7, 3−6            |
| Finalista | 5.   | 18 de febrer de 2018   | Nova York, Estats Units | Dura (i)         | Wesley Koolhof    | Max Mirnyi Philipp Oswald                 | 4−6, 6−4, [6−10]    |
| Finalista | 6.   | 4 de març de 2018      | São Paulo, Brasil       | Terra batuda (i) | Wesley Koolhof    | Federico Delbonis Máximo González         | 4−6, 2−6            |
| Finalista | 7.   | 6 de maig de 2018      | Estoril, Portugal       | Terra batuda     | Wesley Koolhof    | Kyle Edmund Cameron Norrie                | 4−6, 2−6            |
| Guanyador | 4.   | 22 de juliol de 2018   | Newport, Estats Units   | Gespa            | Jonathan Erlich   | Marcelo Arévalo Miguel Ángel Reyes Varela | 6−1, 6−2            |
| Finalista | 8.   | 2 de març de 2019      | Acapulco, Mèxic         | Dura             | Austin Krajicek   | Alexander Zverev Mischa Zverev            | 6−2, 6−7(4), [5−10] |
| Guanyador | 5.   | 29 de juny de 2019     | Antalya, Turquia        | Gespa            | Jonathan Erlich   | Ivan Dodig Filip Polášek                  | 6−3, 6−4            |

## Trajectòria

### Dobles masculins
| Open d'Austràlia | A   | A   | A   | A   | 3R    | 1R    | 2R    | 2R    | 2R    | 2R   | 1R   | 1R | 0 / 8     | 6 – 8     |
| Roland Garros | A   | A   | A   | A   | 2R    | 2R    | 1R    | 3R    | 1R    | 1R   | A    |    | 0 / 6     | 4 – 6     |
| Wimbledon | A   | A   | A   | Q1  | 2R    | 1R    | 3R    | QF    | 1R    | NC   | 1R   |    | 0 / 6     | 6 – 6     |
| US Open | A   | A   | A   | 2R  | 1R    | 2R    | 1R    | 2R    | 1R    | A    | A    |    | 0 / 6     | 3 – 6     |
| Total Victòries−Derrotes                                                                                                   | 1−1 | 0−1 | 0−2 | 6−3 | 27−23 | 21−23 | 26−23 | 36−29 | 19−27 | 8−12 | 5−17 |    | 150 – 165 | 150 – 165 |
| Rànquing a final d'any | 357 | 351 | 144 | 68  | 43    | 62    | 55    | 34    | 62    | 78   | 110  |    |           |           |
| Llegenda: G: Guanyador; F: Finalista; SF: Semifinalista; QF: Quarts de final; Q: Qualificació; A: Absent; RR: Round Robin; |     |     |     |     |       |       |       |       |       |      |      |    |           |           |

### Dobles mixts
| Open d'Austràlia | A   | 1R  | A   | 2R  | 2R  | A  | 0 / 3   | 0 – 3   |
| Roland Garros | A   | A   | 2R  | A   | 1R  | NC | 0 / 2   | 1 – 2   |
| Wimbledon | 3R  | 2R  | 2R  | 2R  | QF  | NC | 0 / 5   | 8 – 5   |
| US Open | A   | A   | 2R  | 1R  | 1R  | NC | 0 / 3   | 1 – 3   |
| Total Victòries−Derrotes                                                                                                   | 2−1 | 1−2 | 3−3 | 1−3 | 3−3 |    | 10 – 13 | 10 – 13 |
| Llegenda: G: Guanyador; F: Finalista; SF: Semifinalista; QF: Quarts de final; Q: Qualificació; A: Absent; RR: Round Robin; |     |     |     |     |     |    |         |         |